# Heinrich Hetsch

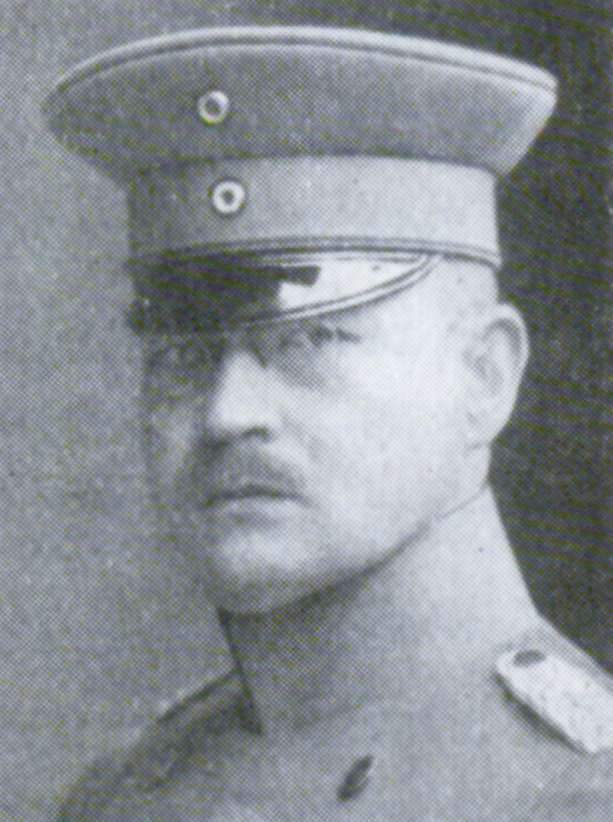
Heinrich Hetsch, um 1931

Heinrich Hetsch (* 2. Juli 1873 in Mainz; † 3. Dezember 1947 in Bad Homburg vor der Höhe) war ein deutscher Sanitätsoffizier (Generaloberarzt) und Bakteriologe.  

## Leben
Hetsch studierte an der Pépinière (Kaiser-Wilhelm-Akademie für das militärärztliche Bildungswesen) in Berlin. 1891 wurde er dort Mitglied des Pépinière-Corps Franconia. Dort legte er 1895 sein Staatsexamen und seine Promotion ab, 1897 erfolgte seine Approbation. Von 1909 bis 1912 und wieder von 1914 bis 1919 war er Referent für Hygiene und Seuchenbekämpfung im Kriegsministerium in Berlin. 1912 wurde er Oberstabsarzt. Ab August 1913 war er Vorstand der hygienisch-bakteriologischen Untersuchungsstelle beim Sanitätsamt des X. Armeekorps in Hannover, von 1913 bis 1919 Privatdozent für Bakteriologie, Serologie und Seuchenkunde an der TH Hannover. 1919 wurde er als Generaloberarzt verabschiedet. Über 25 Jahre, von 1920 bis 1945 gehörte Hetsch als wissenschaftliches Mitglied dem Paul Ehrlich-Institut an.
Sein von ihm zusammen mit Wilhelm Kolle 1906 herausgegebenes Buch „Experimentelle Bakteriologie und Infektionskrankheiten“ galt bis zum Ende des Zweiten Weltkrieges als eines der wichtigsten Standardwerke der Mikrobiologie. Als Generaloberarzt a. D. und Mitglied des Staatsinstituts für experimentelle Therapie in Frankfurt am Main arbeitete er auch mit am Lexikon der gesamten Therapie. 1943 erhielt er die Goethe-Medaille für Kunst und Wissenschaft.

Der Jurist, Kunsthistoriker und NS-Kulturfunktionär Rolf Hetsch (1903–1946) war sein Sohn.

## Schriften
- mit Wilhelm Kolle: Die experimentelle Bakteriologie und die Infektionskrankheiten mit besonderer Berücksichtigung der Immunitätslehre. Ein Lehrbuch für Studierende Ärzte und Medizinalbeamte. Urban & Schwarzenberg, Berlin 1906. Ab der 3. Auflage (1911) in 2 Bänden. Ab der 8. Auflage (1938) betreut von Hans Schlossberger.